# إليزابيث هارتمان
إليزابيث هارتمان (بالإنجليزية: Elizabeth Hartman) (و. 1943 – 1987 م) هي ممثلة أفلام، وممثلة مسرحية، وممثلة صوت أمريكية، ولدت في يونغزتاون، أوهايو، توفيت في بيتسبرغ، عن عمر يناهز 44 عاماً، بسبب سقوط.

## وصلات خارجية
- إليزابيث هارتمان على موقع IMDb (الإنجليزية)
- إليزابيث هارتمان على موقع روتن توميتوز (الإنجليزية)
- إليزابيث هارتمان على موقع ألو سيني (الفرنسية)
- إليزابيث هارتمان على موقع ميوزك برينز (الإنجليزية)
- إليزابيث هارتمان على موقع تيرنر كلاسيك موفيز (الإنجليزية)
- إليزابيث هارتمان على موقع أول موفي (الإنجليزية)
- إليزابيث هارتمان على موقع قاعدة بيانات برودواي على الإنترنت (الإنجليزية)
- إليزابيث هارتمان على موقع قاعدة بيانات الأفلام السويدية (السويدية)
- إليزابيث هارتمان على موقع إن إن دي بي (الإنجليزية)
- إليزابيث هارتمان على موقع قاعدة بيانات الفيلم (الإنجليزية)